# Boston-Maine Airways
Boston-Maine Airways (BMA) là một hãng hàng không Mỹ ở Porstmouth, New Hampshire. Hãng mở những chuyến bay thường xuyên dưới tên Pan Am Clipper Connection. Sân bay chính của hãng là Sân bay quốc tế Pease ở Porstmouth.

## Lịch sử
Boston-Maine Airways được thành lập vào tháng 3 năm 1999 và bắt đầu đi vào hoạt động vào tháng 5 năm 2000. Hãng được thành lập như là một công ty nhánh của Pan American Airways và cũng bay một số máy bay thuê BAe Jetstream 31 tới thành phố Atlantic, New Jersey. Hãng được sở hữu bởi Pan Am System (trước đây là Guilford Transportation Industries), công ty sở hữu thương hiệu Pan Am.
Với cái tên Pan Am Clipper Connection, Boston-Maine Airways mở 6 chuyến bay khứ hồi hàng ngày từ Sân bay Trenton-Mercer ở Ewing, New Jersey và Sân bay Hanscom ở Bedford, Massachusetts. Boston-Maine Airways cũng mở một chuyến bay khứ hồi hàng ngày từ Trenton-Mercer và Sân bay quốc tế Pease ở Portsmouth, New Hampshire.
Guilford chấm dứt hoạt động Pan Am vào ngày 1 tháng 11 năm 2004 và chuyển giao toàn bộ việc hoạt động cho Boston-Maine Airways, trở lại việc sử dụng Boeing 727 với cái tên Pan Am Clipper Connection từ 17 tháng 2 năm 2005.
Vào tháng 8, 2005, một cuộc điều tra liên bang về dữ liệu tài chính không trung thực trình ra bởi Boston-Maine Airways đã gác lại kế hoạch mở rộng đội bay và hệ thống tuyến đường. Vào cùng thời điểm đó, hiệp hội phi công của hãng đã khẳng định rằng hãng không đạt tiêu chuẩn để hoạt động và thuyết phục Ban Vận tải từ chối giấy chứng nhận của hãng cho việc mở rộng. Boston-Maine Airways sau đó tuyên bố hãng đang tạm ngưng hoạt động từ ngày 6 tháng 9 đến ngày 16 tháng 11, trích dẫn về giá nhiên liệu đang tăng và mức độ đăng ký chuyến bay đang giảm đi. Vào giữa tháng 10 năm 2006, hãng tạm ngưng các chuyến bay Boeing 727 vô hạn định từ một số sân bay hãng phục vụ, trong đó có cả sân bay chính ở Portsmouth.